# Cryptolaemus montrouzieri
Espèce
Cryptolaemus montrouzieri est une espèce d'insectes coléoptères de la famille des Coccinellidae, originaire d'Australie.
Cette coccinelle est utilisée, aussi bien à l'état adulte qu'à l'état larvaire, comme agent de lutte biologique contre les cochenilles.